# Annan (Écosse)
Pour les articles homonymes, voir Annan.

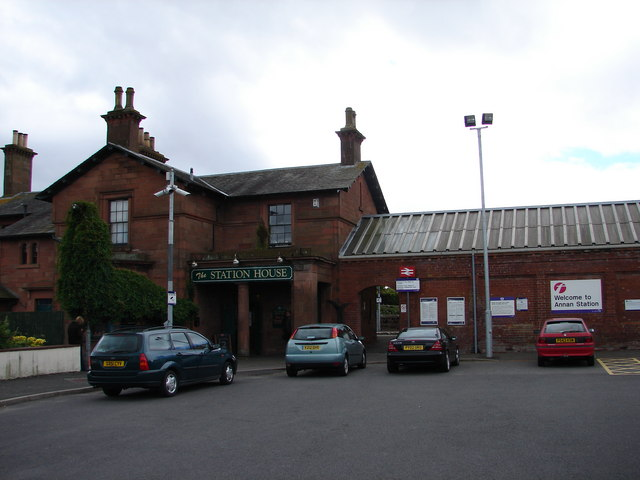
La gare d'Annan.

Annan est une ville (et ancien burgh royal) d'Écosse, situé dans le council area de Dumfries and Galloway et dans la région de lieutenance du Dumfriesshire. De 1975 à 1996, elle était la capitale administrative du district d'Annandale and Eskdale, au sein de la région du Dumfries and Galloway. Elle est située sur les bords du fleuve Annan à 15 miles de Dumfries. Elle compte 8 389 habitants (recensement 2001). Annan est jumelée a la commune belge de Watermael-Boistfort.
Des ruines romaines ont été retrouvées à proximité de la ville. La maison de Bruce est originaire d'Annan. Robert Burns travailla sur le port dans sa jeunesse. Robert Murray McCheyne y commença sa carrière de prédicateur. Ashley Jensen est née à Annan.
Le stade de Galabank est situé dans la ville et est utilisé par le club de football Annan Athletic. L'ancien club de haut niveau, Solway Star était basé dans la ville aussi. Le club de Mid-Annandale Football Club, dont le siège est à Lockerbie, a joué ses matches à domicile au Galabank entre 2012 et 2014.